# Prosopocera signata
Prosopocera signata är en skalbaggsart som beskrevs av Hintz 1919. Prosopocera signata ingår i släktet Prosopocera och familjen långhorningar. Inga underarter finns listade i Catalogue of Life.